# Drepanosticta rufostigma
Drepanosticta rufostigma – gatunek ważki z rodziny Platystictidae.